# Krummernes Jul
Krummernes Jul er en dansk tv-julekalender, produceret af Regner Grasten Film for TV 2 og sendt i 1996. Den er baseret på bøgerne om Krummerne af Thøger Birkeland.
Krummernes Jul var den første af TV 2's familiejulekalendere til at blive genudsendt. Det skete i 2001, fem år efter dens oprindelige tid på skærm. Den ligger på Top 10 over de mest sete familiejulekalendere i årene 1992 til 2015.

## Medvirkende
De voksne skuespillere er hovedsageligt de samme som i de tre spillefilm om Krummerne, som blev produceret i årene 1991 til 1994. Derimod er Lukas Forchhammer den eneste børneskuespiller kendt fra spillefilmene, som også medvirker i julekalenderen.
- Per Damgård Hansen – Krumme
- Line Kruse – Stine
- Lukas Forchhammer – Grunk
- Dick Kaysø – Far
- Karen-Lise Mynster – Mor
- Sofie Lassen-Kahlke – Stella
- Stephanie Leon – Nova
- Waage Sandø – Julemand
- Birthe Neumann – Jullemor
- Elin Reimer – Fru Olsen
- Paul Hagen – Vicevært Svendsen
- Amalie Dollerup – Yrsa
- Sonja Oppenhagen – Fru Jensen
- Claus Bue – Lærer Jansen
- Søren Spanning – Bent
- Ole Stephensen – Amigo
- Torben Zeller – Postbud
- Jarl Forsman – Postmester
- Henrik Koefoed – Politimand
- Lene Brøndum – Kvinde som køber juletræ
- Jan Hertz – Søren Hansen fra ugeavisen